# Woman of Desire
Woman of Desire (br: Uma Mulher Desejada) é um filme americano de drama/suspense lançado em 1993, dirigido por Robert Ginty com roteiro de Ginty e Anthony Palmer.

## Sinopse
Um capitão de iate, Jack Lynch, é acusado de assassinar seu chefe e estuprar a esposa da vítima, Christina Ford. Nada é como parece à primeira vista. Jack pede a ajuda do veterano advogado Walter J. Hill para ajudar a provar sua inocência.

## Elenco
- Bo Derek.... Christina Ford
- Robert Mitchum.... Walter J. Hill
- Jeff Fahey.... Jack Lynch
- Steven Bauer.... Jonathan Ashby
- Thomas Hall.... Norman Landis
- Todd Jensen.... Wendell Huston
- John Matshikiza.... Det. Lewis Stone
- Warrick Grier.... Oficial Miller
- Michael McCabe.... Dr. Richard Brooks
- John Carson.... Juiz Parker
- Peter Holden.... Michael Altman
- Ellia Thompson.... Elizabeth Hill